# Missionszentrale der Franziskaner
Die Missionszentrale der Franziskaner (MZF) ist das international tätige Hilfswerk des Franziskanerordens (ordo fratrum minorum – ofm) mit Sitz in Bonn-Bad Godesberg. 1969 wurde das Hilfswerk unter dem Namen „Missionszentrale der Franziskaner e. V.“ gegründet. Der Vereinsname besteht weiterhin, jedoch kommuniziert das Hilfswerk seit Frühjahr 2021 unter dem Kampagnennamen „Franziskaner Helfen“ und mit einem neuen Logo. Im Mittelpunkt ihrer Aktivitäten stehen die Förderung humanitärer, sozialer und pastoraler Projekte als Hilfe zur Selbsthilfe sowie Bildungs-, Aufklärungs- und Menschenrechtsarbeit.
Der eingetragene Verein ist als gemeinnützig anerkannt und vom Deutschen Zentralinstitut für soziale Fragen als spendenwürdig zertifiziert. Sie arbeitet eng mit anderen Hilfswerken der franziskanischen Familie, namentlich mit dem Missionsverein der Schweizer Franziskaner in Zürich, Franz Hilf – Franziskaner für Menschen in Not in Wien, Franciscus Helpt in 's-Hertogenbosch und der Franziskaner Mission in München zusammen. Auch kooperiert sie mit franziskanischen Einrichtungen wie Franciscans International in Genf sowie internationalen und deutschen Hilfswerken.
Die Organisation wird von den Franziskanerprovinzen in Belgien, Deutschland, Frankreich, den Niederlanden, Österreich, Rumänien, der Schweiz und Ungarn getragen. Präsident der Missionszentrale ist Pater Matthias Maier OFM.

## Geschichte
Das Zweite Vatikanische Konzil (1962–1965) legte den Grundstein für eine den Menschen zugewandte Erneuerung der katholischen Kirche und ermutigte im Dekret Perfectae caritatis die Orden, sich auf ihre Wurzeln und Ursprünge zu besinnen.
Die Aufforderung und die damalige Aufbruchsstimmung inspirierten die deutschen Franziskaner 1969 zur Gründung eines Hilfswerks, das sich im Sinne des heiligen Franziskus von Assisi (13. Jahrhundert) um die Armen und Ausgegrenzten sorgt und für sie Partei ergreift. Gründungsgeschäftsführer war Pater Andreas Müller ofm, der den Verein nachhaltig prägte und bis 2002 führte.
Im Verlauf von drei Jahrzehnten entwickelte sich der Verein zu einem Hilfswerk, das Projekte der weltweit tätigen Franziskanerinnen und Franziskaner fördert: in Afrika, Asien/Ozeanien, Lateinamerika sowie in Mittel- und Osteuropa.
Die Aufklärungs- und Bildungsarbeit für Frieden und Gerechtigkeit in der Einen Welt bildete von Anfang an einen Arbeitsschwerpunkt. 1999 legte die Missionszentrale ihr Freiwilligenprogramm an. auf. Es ermöglicht jungen Erwachsenen die Mitwirkung an Hilfsprojekten vor Ort. Seit 2009 bietet sie als Beitrag zum Dialog der Kulturen und Religionen Bildungs- und Begegnungsreisen.
Bereits 2003 initiierte der Verein die Bank für Orden und Mission. Die banküblichen Gewinne werden in Entwicklungsprojekte reinvestiert. Damit knüpfte das Hilfswerk an die jahrhundertealte franziskanische Tradition an, sich für einen verantwortungsbewussten Umgang mit Geld einzusetzen. Bereits im 15. Jahrhundert hatten die Franziskaner in den großen Städten Italiens Leihanstalten („Montes pietatis“) gegründet, die den Armen und Notleidenden gegen ein Pfand Kleinkredite gewährten. Damit schufen sie einen Gegenentwurf zu dem in jener Zeit vorherrschenden, gewinnorientierten Kreditvergabesystem mit exorbitant hohen Zinsen. Nach dem Vorbild der Montes pietatis („Berge der Barmherzigkeit“) entwickelten sich im 18. und 19. Jahrhundert in Deutschland die in kommunaler Selbstverwaltung geführten Gemeindesparkassen.
Leiter, Vorsitzende bzw. Präsidenten der Missionszentrale:
- 1969–2002: P. Andreas Müller OFM
- 2002–2010: P. Stephan Ottenbreit OFM
- 2010–2016: P. Claudius Groß OFM
- seit dem 1. September 2016: P. Matthias Maier OFM

## Grundsätze
Der Verein arbeitet nach den Grundsätzen des heiligen Franziskus, das Evangelium in Solidarität mit den Armen zu leben und die Natur/Schöpfung zu bewahren. Auch ist sie dem Prinzip der vorrangigen Option für die Armen verpflichtet: den Notleidenden und Ausgegrenzten konkrete Hilfe zu leisten, ihnen eine Stimme zu verleihen und politische, wirtschaftliche und soziale Veränderungen voranzubringen.

## Arbeitsfelder
Die Organisation ist in drei Bereichen aktiv: Projektarbeit, Bewusstseinsbildung und Anwaltschaft für die Armen. Auch engagiert sie sich zunehmend für die Bewahrung von Natur und Schöpfung, deren rücksichtslose Ausbeutung mit Menschenrechtsverletzungen und Vertreibungen einhergeht.

### Projektarbeit
Der Verein unterstützt mit Hilfe von Spendengeldern jährlich rund 700 Projekte in 78 Ländern. Diese werden vorwiegend von Franziskanerinnen und Franziskanern nach folgenden Kriterien durchgeführt:
- Sie müssen von den Betroffenen selbst initiiert worden sein,
- sozial nachhaltig und ökologisch ausgerichtet sein
- und Hilfe zur Selbsthilfe leisten.

Die Hilfsprojekte konzentrieren sich auf die Bereiche soziale Entwicklung, Bildung, Menschenrechte, Umwelt und Kirche. Insgesamt sind mehr als 220.000 Franziskanerinnen und Franziskaner in rund 110 Ländern im Einsatz, um mit den Bedürftigen zu leben und zu arbeiten.

### Bewusstseinsbildung
Der Verein organisiert Seminare und gibt Publikationen heraus, die Fragen der Einen Welt, die Menschenrechte, die weltkirchliche Theologie und Spiritualität, den interkulturellen und interreligiösen Dialog sowie die Solidarität und Friedensarbeit zum Inhalt haben. Zudem organisiert sie Begegnungs- und Studienreisen und entsendet junge Erwachsene zu ihren Projekten, wo sie ein Jahr lang die Arbeit der franziskanischen Familie aktiv begleiten.

### Anwaltschaft für die Armen
Das Hilfswerk versteht sich als Fürsprecherin der Armen und Ausgegrenzten, die gezielt Einfluss auf politische, wirtschaftliche und soziale Rahmenbedingungen nehmen will. Sie unterstützt Initiativen, die Armut und Unterdrückung anprangern, und sie mischt sich überall dort ein, wo die Würde von Menschen bedroht ist und wo Solidarität und Fairness gefordert sind.

## Finanzierung
Der Verein finanziert sich über Spenden und Zuschüsse (siehe die Jahresberichte). Den Förderinnen und Förderern eröffnen sich verschiedene Möglichkeiten, Menschen in Not zu helfen. Neben Geld- und Sachspenden verwaltet die MZF Treuhand- bzw. Namensstiftungen, durch die der Stifter sein soziales Engagement auch über den Tod hinaus gewährleisten kann.